# 毛艾马
毛艾马（Mau Aima），是印度北方邦Allahabad县的一个城镇。总人口17962（2001年）。

## 人口
该地2001年总人口17962人，其中男性9305人，女性8657人；0—6岁人口3169人，其中男1674人，女1495人；识字率60.90%，其中男性为67.65%，女性为53.64%。